# Effet SNARC
L'effet SNARC c'est l'association systématique entre nombre et espace. SNARC est l'acronyme anglais pour « Spatial Numerical Association of Response Code ». Cet effet a été mis en évidence pour la première fois dans un article publié par Stanislas Dehaene, Serge Bossini et Pascal Giraux paru en 1993 dans la revue Journal of Experimental Psychology. Il a depuis été largement cité et relayé. Les recherches menées sur le sujet ont été le thème d'un colloque organisé au Collège de France en 2013.

## Découverte
L'effet SNARC a été découvert de manière fortuite. Les sujets devaient mener des jugements de parité sur des nombres de 0 à 9 en cliquant sur un bouton avec la main gauche ou la main droite. Pour certains sujets la main gauche correspondait à la parité, pour d'autres à l'imparité. Les chercheurs pouvaient donc mesurer le temps de réaction des sujets pour la main gauche et pour la main droite. Et là vient la découverte importante : les sujets répondent toujours plus vite de la main gauche pour les petits nombres et inversement plus vite de la main droite pour les grands nombres.